# Honnō-ji

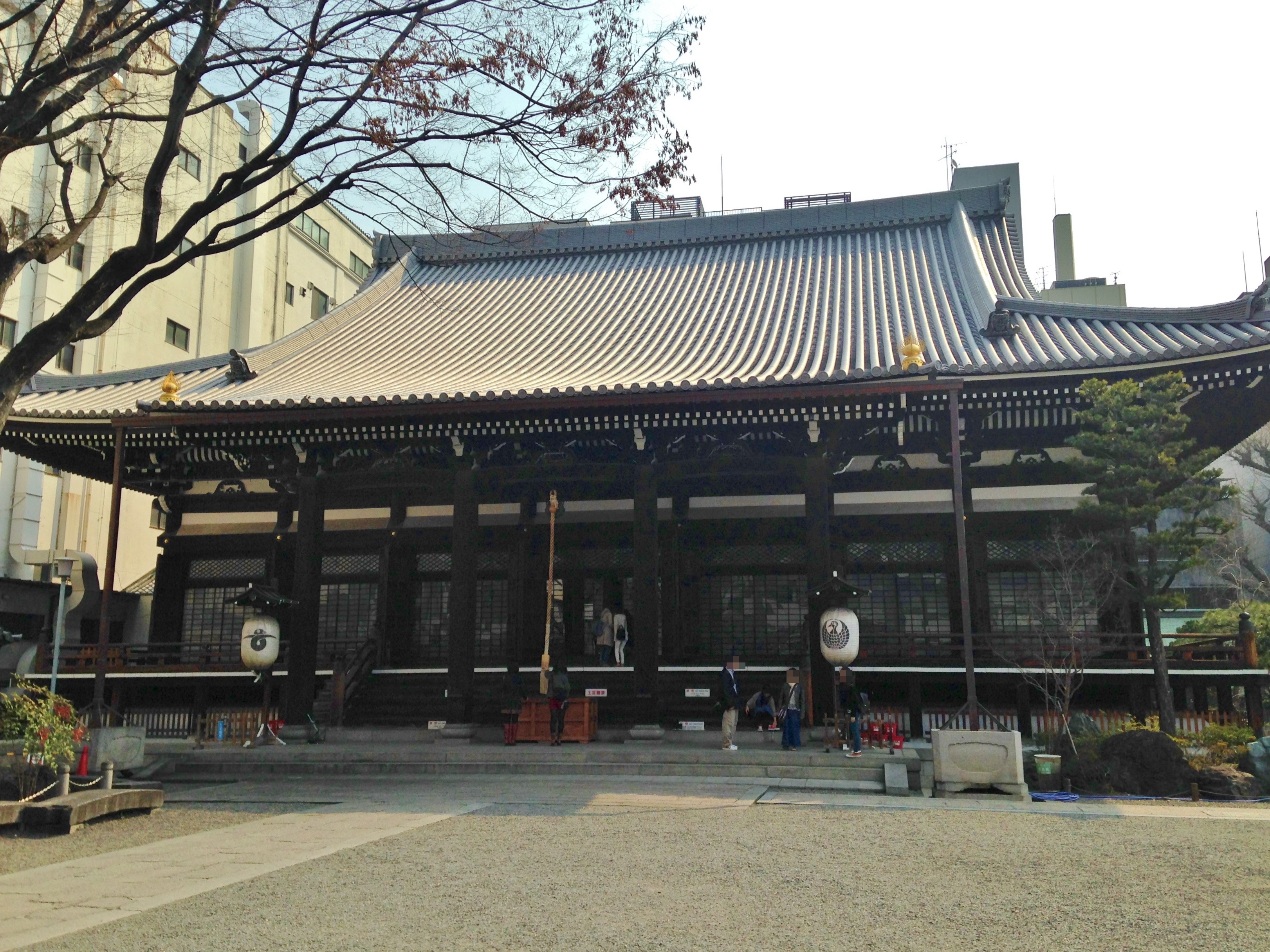
Haupthalle

Der Honnō-ji (japanisch 本能寺) ist ein Tempel des Nichiren-Buddhismus in der Stadt Kyōto. Der Tempel ist bekannt durch den Honnōji-Zwischenfall – den von Akechi Mitsuhide erzwungenen Seppuku des Oda Nobunaga im Jahr 1582.

## Geschichte
Der Tempel wurde im Jahr 1415 als Haupttempel der Honmon Hokke Shū, einer der ältesten Schulen des Nichiren-Buddhismus, von Nichiryū (日隆) angelegt, wobei der Tempel zunächst bei gleicher Lesung 本応寺 geschrieben wurde. 1429 wurde er, unterstützt vom Kaufmann Kosodeya Sōku (小袖屋 宗句) auf einen verlassenen Teil des Kaiserpalastes (内野 Uchino) verlegt. 1433 wurde auf Wunsch des Nyoi Ōmaru (如意 王丸) der Name nun als 本能寺 geschrieben und die große Sechseckhalle (六角大宮 Rokkaku daigū) errichtet. 1536 brannte der Tempel im Zusammenhang mit dem Aufstand der Bürger, die sich zum Nichiren-Buddhismus bekannten, ab und wurde nach Sakai verlegt. Nisshō (日承) führte 1545 den Tempel nach Kyōto zurück, nun nach Shijō Nishi-no-tōin (四条西洞院). Dort wurde 1582 Oda Nobunaga von dem nach der Macht greifenden Akechi Mitsuhide überrascht, worauf Nobunaga in aussichtsloser Lage Seppuku beging.
Mit dem Aufbau einer neuen Tempelstadt durch Toyotomi Hideyoshi wurde der Tempel an den gegenwärtige Ort verlegt. 1864 brannte der Tempel im Zusammenhang mit dem Aufstand am Hamaguri-Tor größtenteils ab. In den folgenden Jahren wurde er aber nach und nach wieder aufgebaut.

## Anlage
Das Eingangstor (総門 Sōmon), das ursprünglich zum Kyōmei-in (恭明院) gehörte, wurde 1880 an die heutige Stelle versetzt. – Die Haupthalle (本堂 Hondō) wurde 1928 vom Architekten Amanuma Shun’ichi (天沼 俊一; 1874–1947) im traditionellen japanischen Stil wieder errichtet. Sie hat einen nahezu quadratischen Grundriss mit einer Seitenlänge von 5 × 5 Ken (9 × 9 m). Sie hat ein Irimoya-Dach, ist mit Ziegeln gedeckt und hat an der Vorderseite ein vorgezogenes Dach über dem Eingang von 3 Ken (5,5 m) Breite.
Südlich von der Haupthalle befinden sich die sieben „Töchtertempel“ (子院 shiin): das Gemmyō-in (源明院), Hongyō-in (本行院), Kōshun-in (高俊院), Jōshō-in (定性院), Renshō-in (蓮承院) Keishō-in (恵昇院) und das Ryūun-in (龍雲院). Von diesen hat nur der letztgenannte den Brand von 1864 überstanden, die anderen wurden zwischen 1918 und 1928 wieder errichtet. Sie befinden sich jeweils auf einem Grundstück von 6 Ken (11 m) Breite, haben eine Front von 4 Ken (7 m) und eine Tiefe von 6 Ken (11 m).
Auf der Ostseite der Haupthalle steht der Nobunaga-Schrein (信長廟 Nobunaga-byō).

## Schätze
Unter den Tempelschätzen befindet sich eine Schriftrolle, die aus der Heian-Zeit stammt und die Fujiwara no Yukinari zugeschrieben wird. Diese Fujiwara no Yukinari hitsu shokan (藤原行成筆書巻) ist als Nationalschatz registriert ist. Bronzespiegel (銅鏡 dōkyō) aus der Kamakura-Zeit, Schriften des Kaisers Hanazono aus der Zeit der Getrennten Höfe sind als wichtige Kulturgüter registriert.

## Bilder

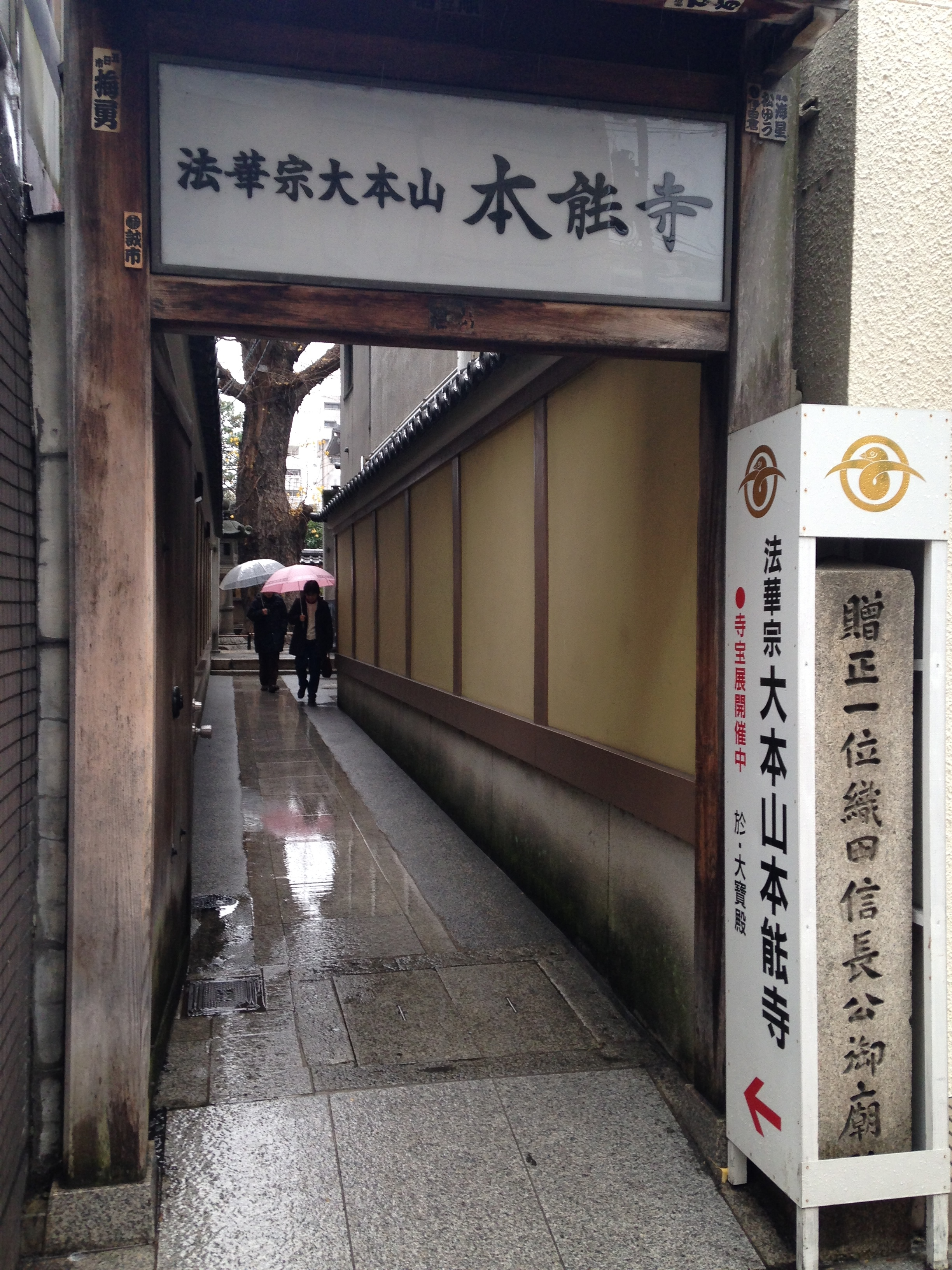
Seitenweg zum Tempel
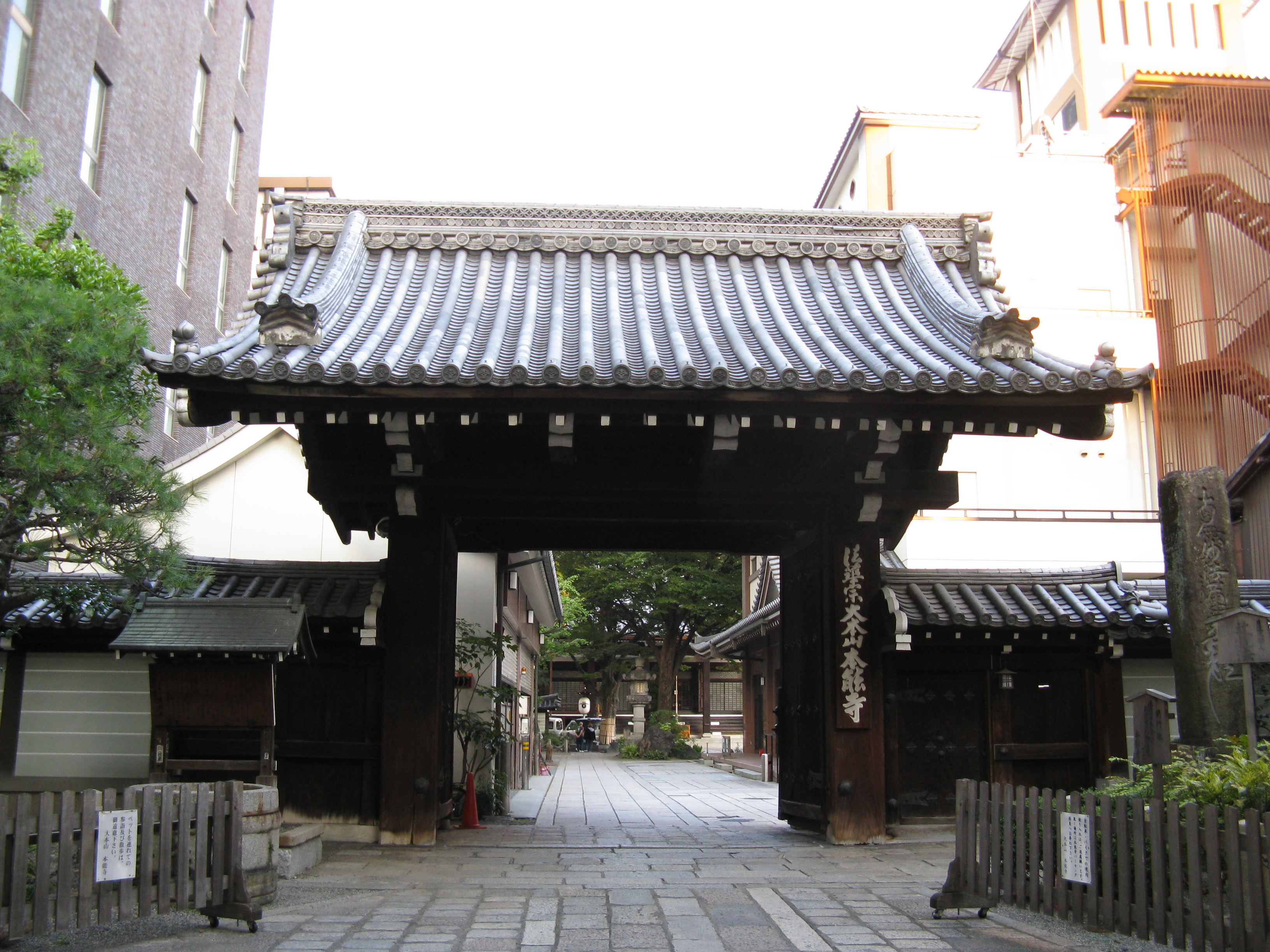
Tor zum Tempel
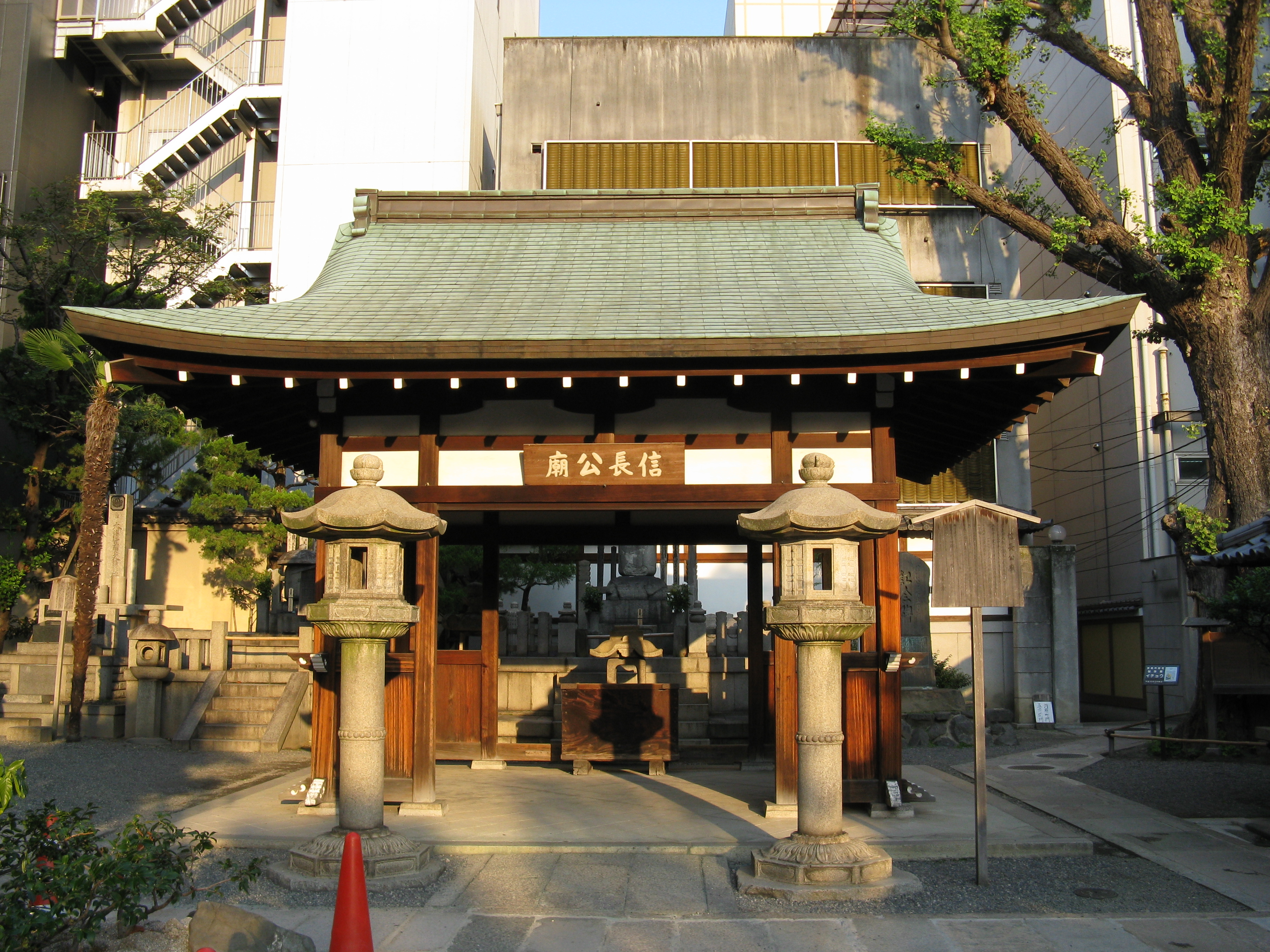
Schrein für Nobunaga
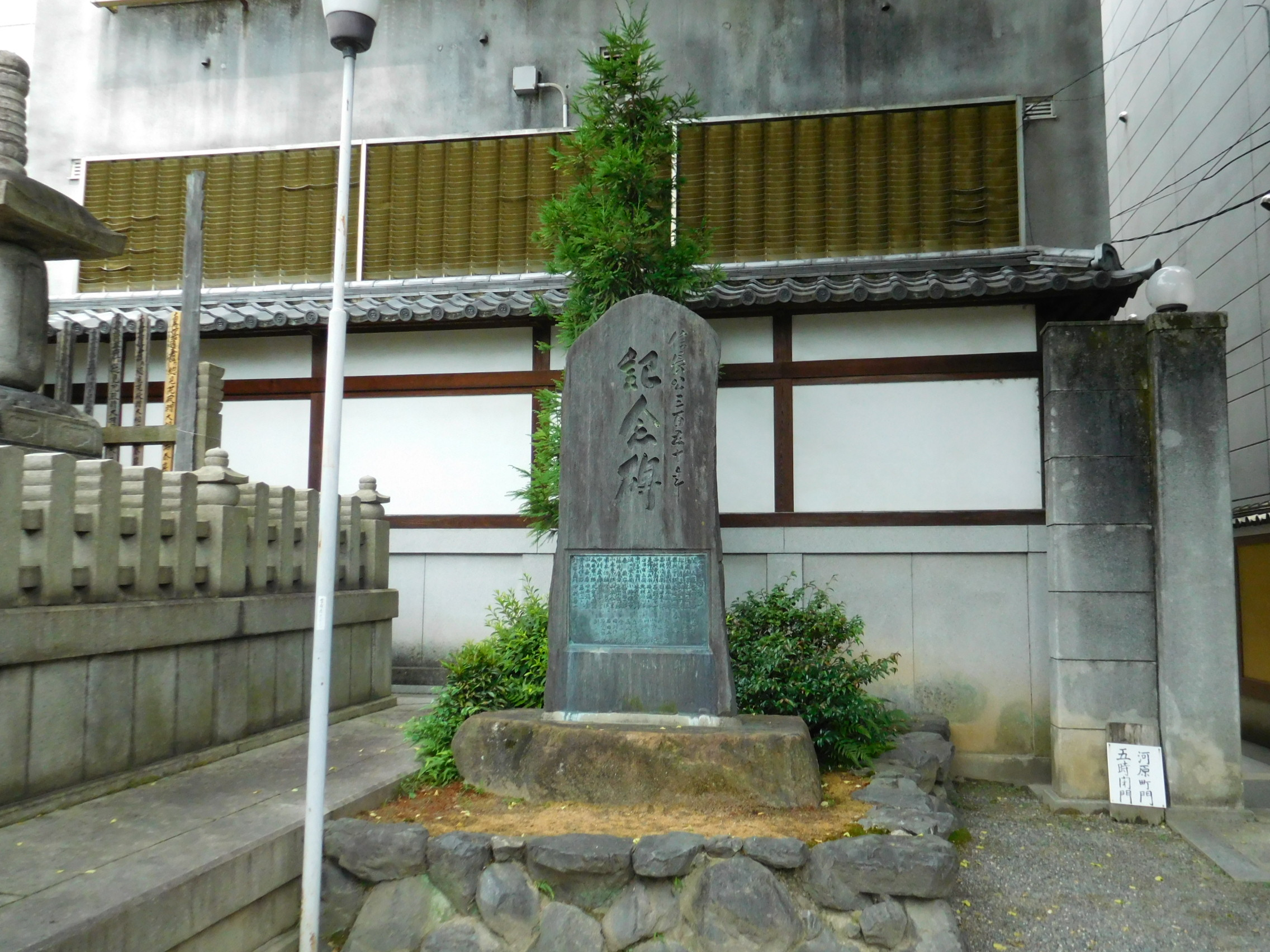
Gedenkstein für Nobunaga
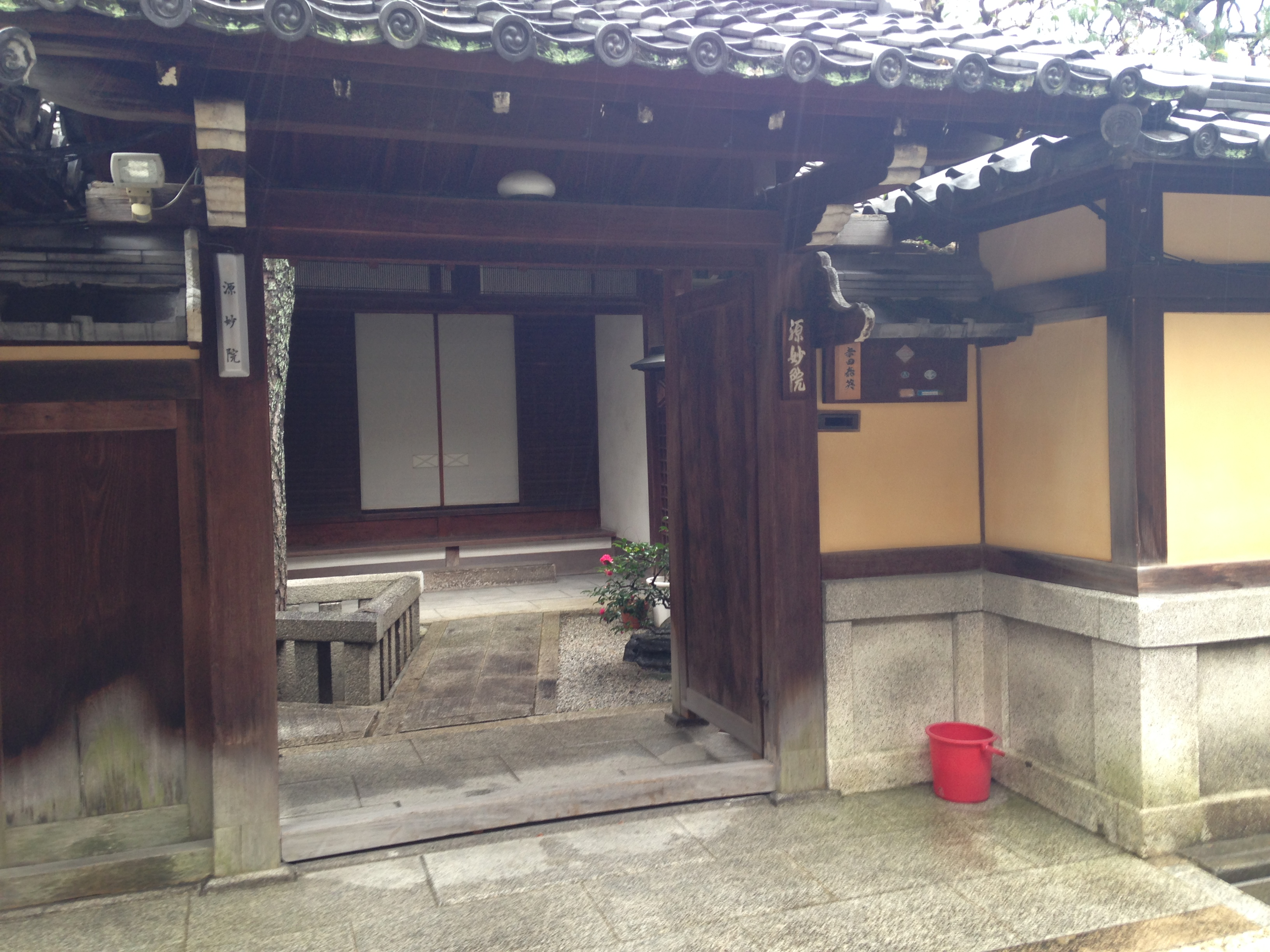
Eingang zum Gemmyō-in
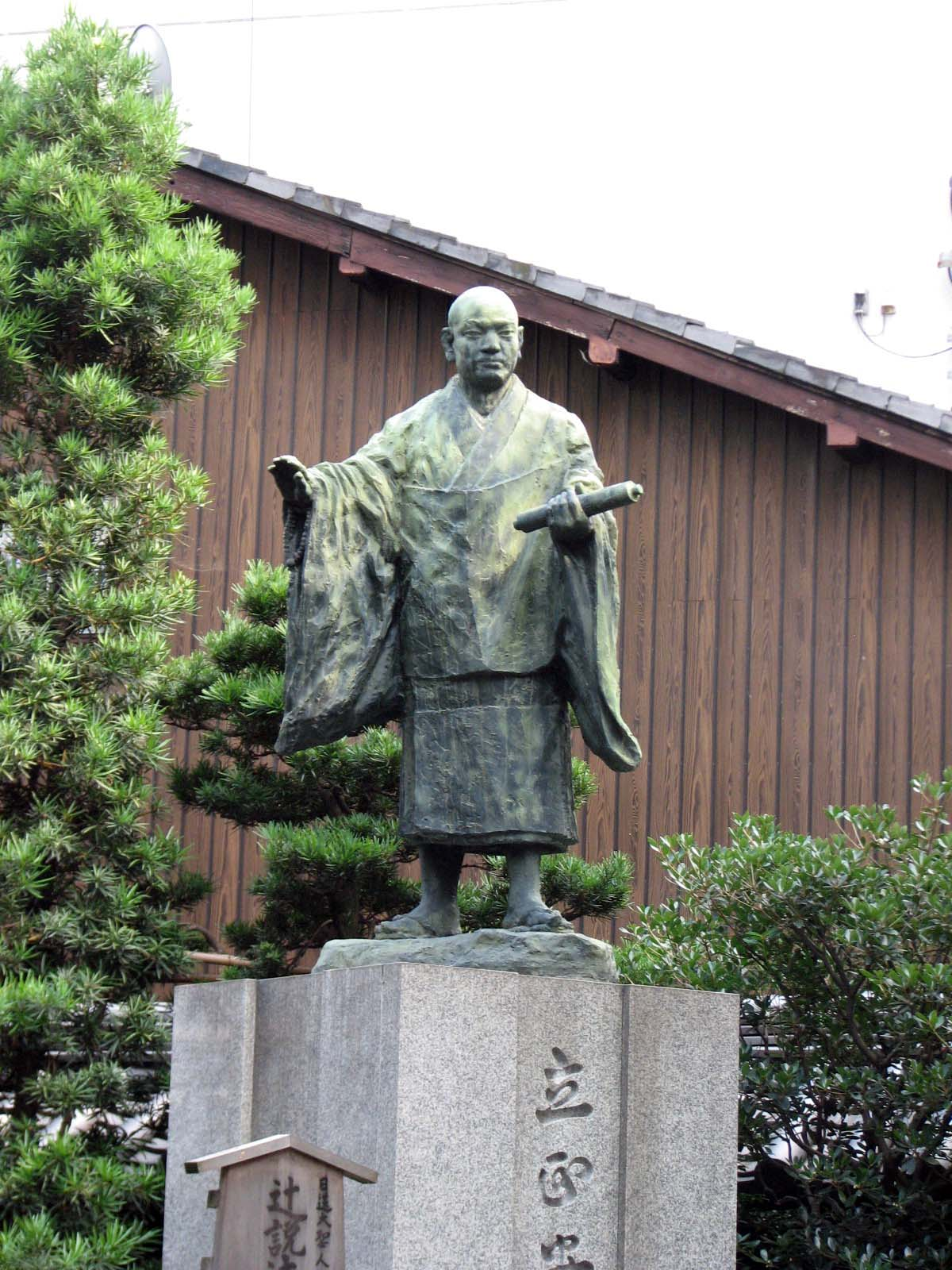
Statue des Nichiren[A 1]